# Lammassaari (ö i Lappland, Kemi-Torneå, lat 65,77, long 24,48)
Lammassaari är en ö i Finland. Den ligger i Bottenviken och i kommunen Kemi i den ekonomiska regionen  Kemi-Torneå i landskapet Lappland, i den norra delen av landet. Ön ligger omkring 98 kilometer sydväst om Rovaniemi och omkring 620 kilometer norr om Helsingfors.
Öns area är 7,2 hektar och dess största längd är 0,6 kilometer i öst-västlig riktning.